# میکائیل مانوکیان (مکانیک)
میکائیل مانوکی مانوکیان (ارمنی: Միքայել Մանուկի Մանուկյան؛  زادهٔ ۱۵ اوت ۱۹۱۱ - درگذشته ۱۱ اوت ۱۹۷۶) یک مکانیک و استاد اهل ارمنستان بود.

## زندگی‌نامه
در ۱۵ اوت ۱۹۱۱ در باغچه‌سرای به دنیا آمد و از دانشگاه دولتی ایروان (۱۹۳۶) فارغ‌التحصیل شد. وی در دانشگاه دولتی ایروان فعالیت می‌کرد.  وی همچنین برنده دانشمند شایسته ارمنستان شوروی(۱۹۷۰) شده است. وی در ۱۱ اوت ۱۹۷۶ در سن ۶۴ سالگی در ایروان درگذشت.

## یادداشت
1. ↑  ֆիզիկամաթեմատիկական գիտությունների դոկտոր